# Traductions de Jane Austen en langue française
Vous lisez un « article de qualité » labellisé en 2015.

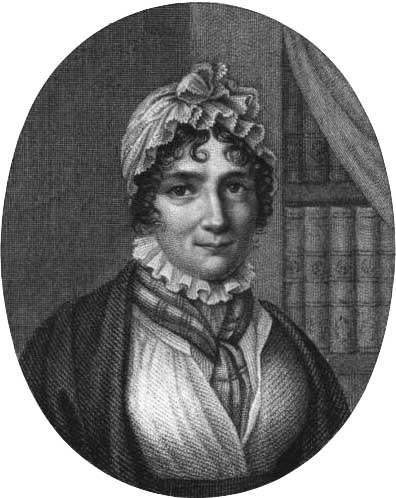
La romancière vaudoise, Isabelle de Montolieu (1751-1832), a été la première à donner une traduction intégrale (mais peu fidèle) d'un roman de Jane Austen, dès 1815.

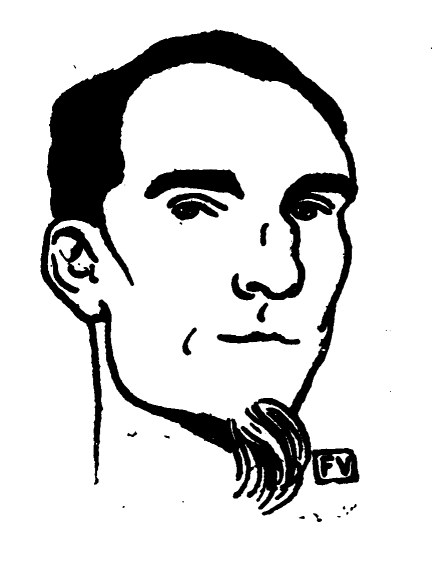
Félix Fénéon (1861-1944) sut, le premier, saisir son style et son sens du rythme, en 1898.

La traduction des six romans de Jane Austen en langue française est précoce, ayant suivi assez rapidement leur parution originale en Grande-Bretagne. La première traduction (anonyme) a été une version française abrégée de Pride and Prejudice pour la Bibliothèque britannique de Genève dès 1813, suivie par des éditions intégrales en 1821 et 1822. Les autres romans furent aussi édités en français peu après leur parution en anglais : 1815 pour la version de Sense and Sensibility écrite par Isabelle de Montolieu, 1816 pour celles de Mansfield Park et d'Emma. Les deux romans posthumes, Persuasion et Northanger Abbey, parurent en français, respectivement, en 1821 en 1824.
Mais ces premières traductions, celles d'Isabelle de Montolieu en particulier, en gomment l'humour et l'ironie et les transforment en « romans sentimentaux français », ce qui est à l'origine du malentendu concernant la romancière anglaise dans les régions francophones.
La plupart des traductions postérieures, jusqu'aux années 1970, peu sensibles aux nuances de la langue et aux particularités du style de Jane Austen, peinent à rendre le réalisme de son écriture, la subtilité de sa narration et la profondeur de sa réflexion. En fonction de la ligne éditoriale de leur éditeur, les traducteurs pratiquent des coupures, lissent son style et affadissent son ironie, la tirant vers la littérature morale et didactique ou la transformant en un écrivain pour « dames et demoiselles », un auteur « romantique » de romans d'amour à l'eau de rose qui se concluent par le mariage de l'héroïne. Aussi, parce que c'est un auteur féminin, et que ses ouvrages ont été vus comme relevant de la tradition sentimentale, Jane Austen a-t-elle été longtemps ignorée ou considérée avec condescendance dans les milieux littéraires en France où elle a été éclipsée par les écrivains réalistes comme Stendhal, Balzac ou Flaubert.
Au début du XXIe siècle encore, sa réputation demeure brouillée et son image déformée car on la confond avec les romancières de l'époque victorienne ou les écrivains de romances s'adressant à un lectorat populaire et féminin.
L'engouement qui, à partir de la fin des années 1990, a suivi la diffusion d'adaptations cinématographiques et télévisuelles de plusieurs de ses romans, a non seulement entraîné la réédition opportuniste de versions anciennes continuant à véhiculer les stéréotypes attachés depuis l'origine aux traductions françaises de ses œuvres, mais a aussi donné lieu à de nombreuses réécritures romanesques, toute une littérature « para-austénienne » qui relève de la littérature sentimentale.
Cependant des traductions nouvelles, plus exactes et plus fidèles, sont progressivement disponibles en collections classiques de poche. Et, consécration suprême, Jane Austen est entrée dans la Pléiade en 2000 pour ses romans de jeunesse et en 2013 pour ceux de sa maturité.

## Les premières traductions
La France rouvre ses frontières sous la Restauration et les romans de Jane Austen, comme d'autres œuvres de littérature étrangère, sont l'objet d'un engouement dû à la nouveauté durant le premier quart du XIXe siècle. Si ses romans « n'ont pas fait un tabac comme ceux de Walter Scott », ils ont eu un réel succès.
Mais il est possible, voire vraisemblable que Jane Austen n'ait jamais eu connaissance des traductions françaises parues de son vivant. Du moins, alors qu'elle était curieuse de savoir comment étaient reçues ses œuvres, n'en est-il fait nulle mention dans ce qui reste de sa correspondance.

### Pride and Prejudice
Entre juillet et octobre 1813, quelques mois à peine après la parution en Grande-Bretagne, sont traduits à Genève, pour la Bibliothèque britannique des frères Pictet, de larges extraits de Pride and Prejudice titrés Orgueil et préjugé. La traduction, assez plate, condense systématiquement, transforme le discours indirect libre en dialogue ou en récit, ce qui fait disparaître l'ironie. Les passages choisis, en élaguant l'analyse psychologique, accentuent le côté roman de mœurs.
Ainsi, toute l'impertinence du personnage d'Elizabeth Bennet est gommée, conformément aux convenances de l'époque, et la vivacité qui caractérise les conversations entre Elizabeth et Darcy disparaît au profit d'échanges polis et convenus. Par exemple, lorsqu'ils dansent ensemble à Netherfield (chapitre XVIII), Elizabeth répond archly (malicieusement) à une de ses remarques : « I have always seen a great similarity in the turn of our minds. We are each of an unsocial, taciturn disposition, unwilling to speak, unless we expect to say something that will amaze the whole room », ce qui est rendu par : « Moi, je garde le silence, parce que je ne sais que dire, et vous, parce que vous aiguisez vos traits pour parler avec effet ». Comme le font remarquer V. Cossy et D. Saglia dans leur essai sur les traductions d'Austen, en faisant disparaître le pluriel « notre, nous » (our, we), « l'égalité intellectuelle qu'Elizabeth tient pour acquise est effacée et une différence liée au genre est introduite » (« the equality of mind which Elizabeth takes for granted is denied and gender distinction introduced »).

### Mansfield Park
De larges extraits de Mansfield Park paraissent dans les mêmes conditions dans la Bibliothèque britannique entre avril et juillet 1815, en gardant le titre anglais. Le texte comporte beaucoup plus de parties résumées et le choix d'extraits est moins satisfaisant que pour Orgueil et préjugé. Il y a beaucoup plus de personnages de même importance et d'intrigues imbriquées et le traducteur, plutôt que de traduire la complexité psychologique et morale des passages choisis, condense et élague.
Puis le roman est intégralement traduit dès 1816 par Henri Villemain sous le titre Le Parc de Mansfield, ou les Trois Cousines et tiré à 1 000 exemplaires, ce qui semble le tirage habituel pour ce type de romans.
Bien que paru en quatre tomes, le texte original est « drastiquement raccourci », en particulier les discours volubiles de Mrs Norris, et le style de Jane Austen est très altéré, voire censuré, comme dans ce passage du dernier chapitre :

« Could he have been satisfied with the conquest of one amiable woman’s affections, could he have found sufficient exaltation in overcoming the reluctance, in working himself into the esteem and tenderness of Fanny Price, there would have been every probability of success and felicity for him. His affection had already done something. Her influence over him had already given him some influence over her. Would he have deserved more, there can be no doubt that more would have been obtained; especially when that marriage had taken place, which would have given him the assistance of her conscience in subduing her first inclination, and brought them very often together. Would he have persevered, and uprightly, Fanny must have been his reward — and a reward very voluntarily bestowed — within a reasonable period from Edmund’s marrying Mary. »

Ce qui est rendu par :

« S’il se fût borné à vouloir conquérir l’affection d’une femme aimable et à gagner l’estime et la tendresse de Fanny Price, il aurait eu tout espoir de succès et de félicité. S’il eût persévéré dans sa bonne conduite et dans ses louables sentimens, Fanny aurait été sa récompense, et une récompense volontairement accordée, après qu’Edmond aurait eu épousé Marie. »

### Emma
La première version française d'Emma, anonyme, comme l'original, sort quelques mois à peine après la parution en Angleterre, en mars 1816 (tirée aussi à 1 000 exemplaires) sous le titre de La Nouvelle Emma ou les Caractères anglais du siècle,, précédée d'un « Avertissement » du traducteur : « La Nouvelle Emma n’est point, à proprement parler, un roman ; c’est un tableau des mœurs du temps […] on croirait que l’auteur a tracé ses portraits d’après nature, et que les faits qu’il raconte se sont passés dans son voisinage ». Les prénoms et les titres y sont francisés : Mme Weston, M. Jean Knightley, Mlle Jeanne Fairfax, M. et Mme Churchill (mais Franck Churchill), Mme Bates, Henriette Smith ; mais c'est, de toutes les premières traductions de Jane Austen, malgré son aspect hâtif, sa « tendance à rompre de longues phrases en de plus courtes, et à faire quelques coupures », la seule vraiment précise et réellement « sensible au propos réaliste de Jane Austen ». Une version légèrement écourtée, mais portant le même titre, est rééditée en 1817 à Vienne.

## Les deux adaptations d'Isabelle de Montolieu

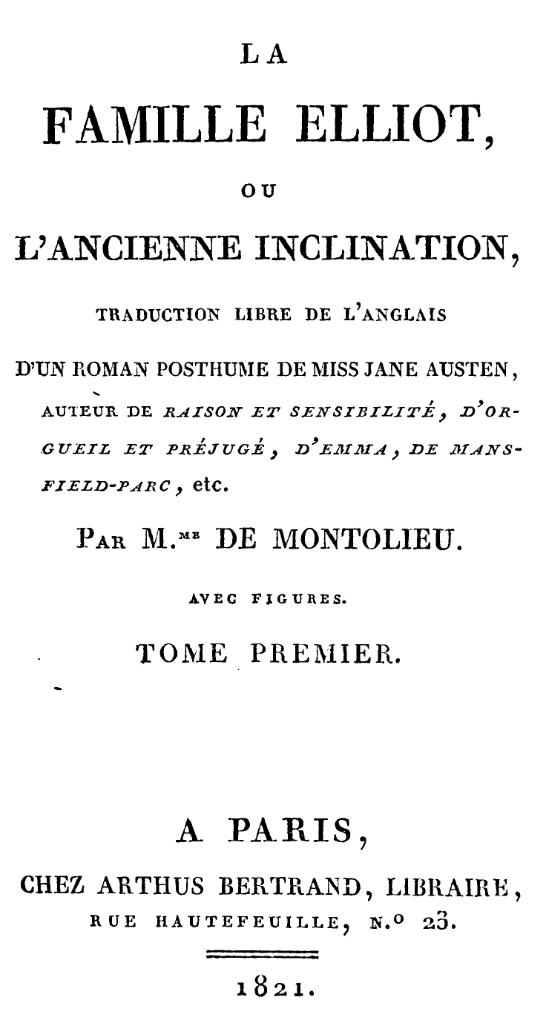
Page de titre de la première édition de La Famille Elliot (tome I), avec le nom de Jane Austen et le titre des romans édités de son vivant.

Madame la baronne de Montolieu est une prolifique femme de lettres vaudoise déjà célèbre depuis le succès de son premier roman Caroline de Liechtfield en 1786. Lorsqu'elle découvre Sense and Sensibility, elle est aussi connue, dans toute l'Europe, pour ses traductions-adaptations en français d'ouvrages en allemand, mais aussi en anglais. Auteur à l'imagination romantique, elle est appréciée pour son style plein d'emphase et de sentimentalité, qualités très « françaises », et considère qu'elle doit adapter, « enrichir », pour son public la trop sobre élégance, qu'elle apprécie pour sa part, du style de Jane Austen. Célèbre, elle éclipse la romancière anglaise qu'elle traduit : seul son nom apparaît sur la couverture de Raison et Sensibilité ou Les Deux Manières d'aimer, « traduit librement de l'anglais par Mme Isabelle de Montolieu » et il apparaît sur un pied d'égalité avec celui de l'auteur dans la première édition de La Famille Elliot, ou l'Ancienne Inclination, « traduction libre de l'anglais d'un roman posthume de Miss Jane Austen, auteur de Raison et Sensibilité, d’Orgueil et Préjugé, d'Emma, de Mansfield Parc, etc. par Mme de Montolieu, avec figures ». D'ailleurs ces deux romans seront toujours rééditées par Arthus-Bertrand dans le cadre des « Œuvres complètes de Madame la Baronne de Montolieu ».

### Raison et Sensibilité, ou les Deux Manières d'aimer
Comme elle s'en explique dans la préface, elle « traduit librement » ce « roman anglais [d']un nouveau genre » en 1815. La notion de fidélité au texte original n'apparaissait pas primordiale à l'époque, surtout pour un traducteur lui-même écrivain : se considérant auteur avant tout, il s'appropriait en quelque sorte le texte à traduire. Sa traduction est très infidèle. Ainsi, elle change certains prénoms : Marianne et Margaret Dashwood deviennent Maria et Emma, Sir John devient Georges Middleton, John Willoughby est prénommé James, la jeune Eliza Williams, séduite et abandonnée par Willoughby (dont l'histoire est très étoffée) est rebaptisée Caroline. Elle développe divers passages (Raison et Sensibilité est en quatre tomes) et accentue le côté « roman sentimental », alors que Jane Austen critique justement le sentimentalisme dans ce roman, par l'ajout de scènes pathétiques : ainsi, elle imagine que la maladie de Marianne est causée par la vue de Willoughby et son épouse se dirigeant vers Allenheim, 
mais, surtout, elle ajoute une fin entièrement inventée et très morale, « où je me suis permis, suivant ma coutume, quelques légers changemens [sic] que j'ai cru nécessaires » : Mrs Smith, la tante de Willoughby, est une femme pieuse qui a recueilli Caroline et « l'enfant du péché » ; Willougby, devenu opportunément veuf, mais éconduit par Maria, s'amende et obtient la bénédiction de sa tante, « enchantée de sauver une âme de la damnation éternelle », pour l'épouser.
Raison et Sensibilité, ou les Deux Manières d'aimer est un roman lourdement didactique et rempli de bons sentiments dans la tradition de la Nouvelle Héloïse. Sont gommés non seulement l'humour et l'ironie de l'œuvre originale, mais aussi toute la satire sociale : dès le titre, le roman de Jane Austen est réduit à deux histoires d'amour et à l'opposition des deux sœurs : « La raison d'Elinor sans pédanterie, sans sécheresse, sans orgueil, offre le plus parfait modèle aux jeunes personnes, et plaît à l'âme comme un beau tableau bien correct plaît aux yeux […] Sa sœur, la belle Maria, bien moins parfaite, attache par sa sensibilité, et par les chagrins qui en résultent », écrit-elle dans sa préface.
Raison et Sensibilité a connu un grand succès (mais toujours en tant qu'œuvre de la baronne de Montolieu), surtout dans la réédition de 1828 en trois tomes, illustrés chacun d'un frontispice gravé. Sentimentale, emphatique, dramatique, empreinte de moralisme, elle correspond bien à l'atmosphère de sentimentalité littéraire régnant à cette époque en France et dans la Suisse romantique. Même si elle a su discerner le talent de Jane Austen, Mme de Montolieu ne vise qu'à faire œuvre de divertissement.

### La Famille Elliot, ou l'Ancienne Inclination

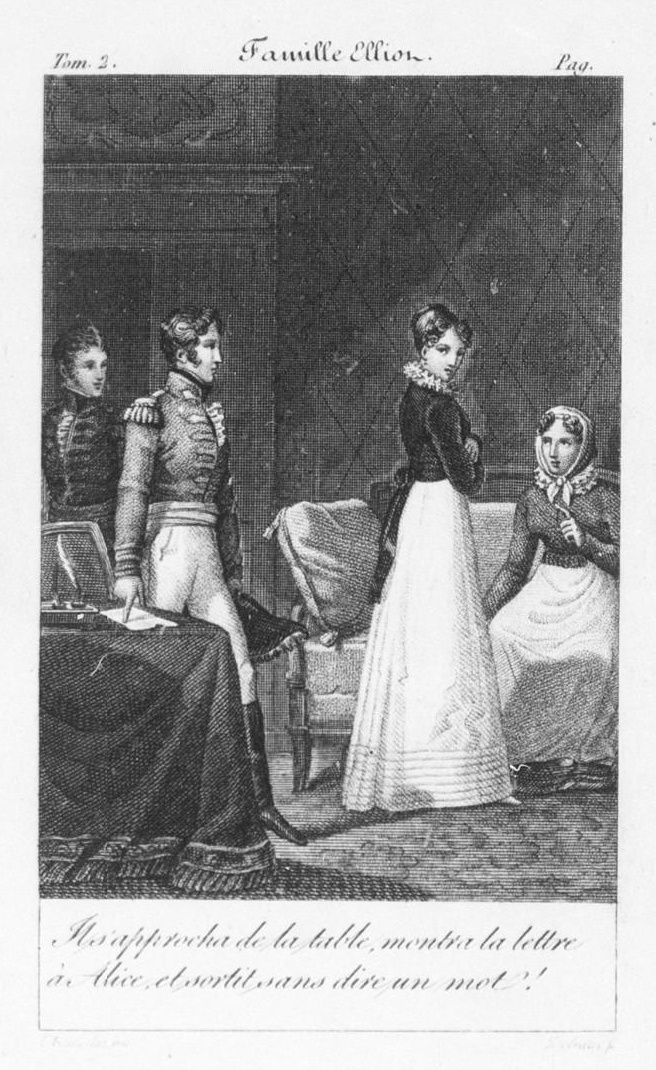
Frontispice du tome II de La Famille Elliot, avec une gravure légendée : il s'approcha de la table, montra la lettre à Alice, et sortit sans dire un mot !

Isabelle de Montolieu « traduit » tout aussi librement Persuasion qui paraît en 1821 sous le titre La Famille Elliot, ou l'Ancienne Inclination, changeant le nom de l'héroïne en Alice et ajoutant, à son habitude, de nombreux détails de son cru, comme, par exemple, dans l'explication du veuvage prolongé de Sir Walter, au premier chapitre. Alors que Jane Austen est sobre et concise :

« Sir Walter, like a good father, (having met with one or two private disappointments in very unreasonable applications) prided himself on remaining single for his dear daughter's sake. For one daughter, his eldest, he would really have given up anything, which he had not been very much tempted to do. »

elle brode et amplifie :

« Après lui-même, le premier objet de ses affections était sa vivante image, qu’il aimait à retrouver dans Elisabeth, sa fille aînée ; il se souciait très-peu des deux cadettes, auxquelles il ne pensait que lorsqu’il voyait leurs noms inscrits dans le Baronnetage ; mais pour sa fille chérie, il aurait volontiers sacrifié tout, ce dont il n’était pas très-tenté. Dans les premières années de son veuvage, il avait fait deux ou trois tentatives, une fois auprès d’une lady dont le titre flattait son orgueil, une autre auprès d’une jeune héritière, et enfin une dernière auprès d’une beauté à la mode ; mais ayant échoué, sa vanité blessée lui suggéra d’annoncer hautement qu’il aimait trop sa chère Elisabeth pour lui donner une belle-mère, et qu’elle suffisait à son bonheur. »

Toutefois, elle est sensible à la façon dont la voix narratrice s'immisce dans la psychologie d'Anne Elliot. Elle rappelle dans sa préface que Jane Austen est « créatrice d’un genre inconnu avant elle, celui de l’extrême simplicité des moyens, et de l’art d’intéresser par le seul développement des caractères soutenus avec une vérité parfaite, et la peinture vraie des sentimens qui agitent les personnages qu’elle met en scène » et ajoute que l'intérêt pour ce roman « tient à ce naturel, à cette vérité, à des nuances délicates presque imperceptibles qui partent du fond du cœur, et dont miss JANE AUSTEN avait le secret plus qu'aucun autre romancier ». Elle a pris la mesure du rôle essentiel du discours indirect libre qui donne de suivre, de l'intérieur, « l'expérience subjective de l'héroïne », et de la subtilité de son emploi, ce qui permet de la considérer comme l'une des premières lectrices critiques de Jane Austen. Elle fait d'ailleurs elle-même une très large utilisation de ce style indirect libre dans sa traduction de La Famille Elliot. Mais elle pervertit la narration du roman en lui ajoutant une fin conventionnelle et conformiste : une réconciliation complète et générale, un enfant à naître… Si elle est sensible à la complexité du récit austenien elle ne la traduit pas, préférant suivre ses propres objectifs littéraires.
Elle accompagne La Famille Elliot de la Notice biographique de l'auteur écrite par Henry Austen, mais renonce à traduire l'autre roman édité en même temps que Persuasion, Northanger Abbey. Elle n'a vu que l'aspect parodique de l'ouvrage, signalant dans sa « Note du traducteur », qu'il lui « a paru moins intéressant que le premier […] [car] l’auteur paraît avoir eu pour unique but de jeter du ridicule sur les romans fondés sur la terreur, et principalement sur ceux de M.e Radcliffe. Comme depuis long-temps ce genre est absolument passé de mode, il est peut-être inutile d’y revenir, et de montrer ce qu’il y a de défectueux et de puérile : personne n’en était plus éloigné que miss Austen, et ses romans, si simples et si attachans, en sont la meilleure critique ».
Pour Davis Gilson l'adaptation de Persuasion est meilleure que la précédente, mais Mme de Montolieu, pense Valérie Cossy, n'a pas compris le projet de Jane Austen et reste fidèle à ses thèmes favoris, « l'amour et la famille selon un paradigme de l'idylle » et aussi sa veine de didactisme féminin et d'extrême sentimentalisme. Il n'est donc pas surprenant qu'avec des traductions qui trahissent son propos, Jane Austen reste ignorée des milieux littéraires français, où elle été éclipsée par les écrivains réalistes comme Stendhal, Balzac et Flaubert.

## Les autres traductions duXIXesiècle

### De la Restauration au Second Empire
La première traduction intégrale de Pride and Prejudice, titrée Orgueil et Prévention, œuvre d'une « anglaise habitant en France » qui signe Eloïse Perks, date de 1823. Curieusement, Mlle Bennet, la sœur aînée d'Élisabeth, y est prénommée Hélen. Une autre version, anonyme, un peu « germanisée » (Netherfield Park y devient Metterfield Parck) et plus conventionnelle, sort en Suisse la même année.
Enfin, la première traduction de Northanger Abbey, signée Mme Hyacinthe de F*****, paraît en 1824 chez Pigoreau, précédée de la traduction de la notice biographique de Henry Austen. Titrée L'Abbaye de Northanger, c'est une version précise mais assez plate, comportant des coupures, surtout vers la fin, qui ne saisit pas toujours l'ironie et affaiblit les intentions parodiques de l'auteur.
Jane Austen tombe ensuite complètement dans l'oubli, comme nombre d'auteurs étrangers d'ailleurs, pendant une cinquantaine d'années, bien qu'il soit possible qu'on continuât à la lire en anglais, puisque ses romans étaient disponibles en France dans les années 1840 chez Arthus-Bertrand, dans l'édition de 1833 de Bentley. Le contexte n'est plus favorable à la littérature étrangère, qui de toute façon n'est pas accessible au public populaire. C'est le journal qui a la faveur du grand public, surtout à partir de 1836, quand Émile de Girardin crée La Presse, un quotidien bon marché (deux sous le numéro) dont le premier numéro, le 1er juillet 1836, commence la pré-publication de la Vieille Fille de Balzac. La lecture des romans se faisant désormais par le biais du roman-feuilleton, la parution en « livraisons » quotidiennes ou hebdomadaires permet l'émergence d'une nouvelle génération de romanciers français dits « populaires », Alexandre Dumas, Eugène Sue, Paul Féval, dont la célébrité va pour longtemps faire oublier les traductions de romans étrangers.
Cependant, on continue à citer Jane Austen dans les Histoires de la littérature anglaise, en général comme un auteur de romans didactiques. Ainsi Philarète Chasles (en 1842) en fait une insipide disciple de Richardson, auteur d'une « œuvre délicate et gracieuse », Taine (en 1863) la considère comme un auteur de romans de mœurs, mais la cite parmi les romancières de l'époque victorienne.

### À la fin du siècle

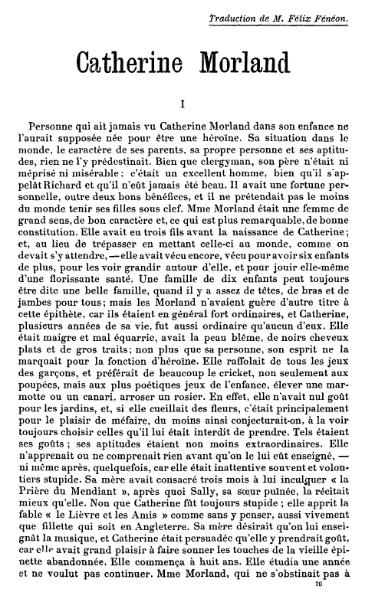
Incipit de Catherine Morland, paru dans le numéro du 15 juillet 1898 de La Revue blanche.

Léon Boucher, pour qui elle est essentiellement « l'auteur de Mansfield Park », qu'il considère comme son chef-d’œuvre, est le premier à évoquer son « génie » et admire son art du réalisme. Dans son article de 19 pages, Le Roman classique en Angleterre - Jane Austen, paru le 1er septembre 1878 dans la Revue des deux Mondes, à l'occasion de la réédition des œuvres complètes de Jane Austen dans la collection des Standard Novels de Bentley, il la présente comme une moraliste qui, à l'instar de Fielding, « se donne le plaisir de disséquer ses personnages […] pour qu’ils servent d’enseignement aux autres », un auteur dont le talent « révèle une femme supérieure dont on peut dire, en empruntant à Balzac le mot qu’il s’appliquait à lui-même, qu’elle a porté toute une société dans sa tête ». Il fait un parallèle entre son réalisme et celui de Stendhal, comme si, en France, il fallait être vu comme appartenant à la tradition masculine et anti-sentimentale pour être accepté dans la « vraie » littérature, se plaint Valérie Cossy.
Jane Austen bénéficie alors d'un très léger regain d'intérêt, mais pas plus que les autres femmes de lettres anglaises dites high brow (de premier rang), Charlotte Brontë, George Eliot et à un degré moindre, Elizabeth Gaskell, très loin derrière des écrivains comme Dickens et Wilkie Collins. Trois de ses romans sont retraduits entre 1882 et 1910, Persuasion, Northanger Abbey et Emma.

#### Persuasion
Persuasion est traduit en 1882 dans la « Bibliothèque des meilleurs romans étrangers » d'Hachette, une collection relativement bon marché de livres de poche de loisir de format in-18°, vendus 1 franc, mais l'éditeur ne poursuit pas l'expérience. Le texte français, dû probablement à un des traducteurs occasionnels de la maison, une certaine Mme Letorsay (inconnue par ailleurs, sans doute un pseudonyme), est « systématiquement émondé », « sérieusement comprimé », plein d'inexactitudes, voire de contresens et déforme les noms propres.
Ainsi, par exemple, dans le premier chapitre :

« To Lady Russell she was a most dear and highly valued god-daughter, favourite, and friend. Lady Russell loved them all, but it was only in Anne that she could fancy the mother to revive again. »

la première phrase n'est pas traduite et la seconde devient :

« Lady Russel aimait ses sœurs, mais dans Anna seule, elle voyait revivre son amie. »

#### Northanger Abbey

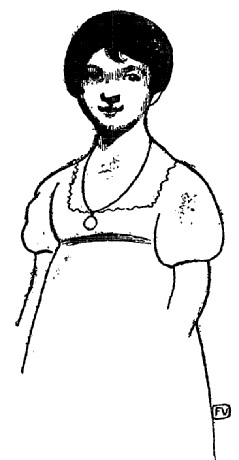
Illustration de Félix Vallotton accompagnant l'article de Théodore Duret.

Une traduction « notable » de Northanger Abbey par Félix Fénéon, titrée Catherine Morland, paraît en feuilleton de dix livraisons du 15 juillet au 1er décembre 1898, dans La Revue blanche, « petite » revue littéraire d'avant-garde.
Cet ouvrage, œuvre d'un « strict, exact et méticuleux styliste », malgré ses coupes et ses inexactitudes, peut être considéré comme la première véritable traduction française d'un roman de Jane Austen, réussissant à capter le style de l'auteur et son sens du rythme. Elle est jugée « admirable » par Jean Paulhan qui considère cependant que Fénéon traduit Jane Austen « moins qu'il ne la réinvente ».
Publiée en volume aux Éditions de La Revue blanche dès 1899, elle sera fréquemment rééditée tout au long du XXe siècle par Gallimard, en particulier dans « Les classiques anglais » en 1946, puis dans « L'imaginaire » jusqu'en 1980, quand Northanger Abbey sera traduit à nouveau.
En préambule à la diffusion du premier épisode de Catherine Morland paraît, dans le no 121 daté du 15 juin 1898, un article de quatre pages de Théodore Duret, dédié à Charles Whibley, illustré d'un bois gravé de Félix Vallotton, dans lequel, comparant Jane Austen à Fielding, il souligne son humour typiquement anglais et loue ses « qualités de forme et de style » ; il est le premier, en France, à remarquer que chaque personnage a son idiolecte et que la voix narratrice elle-même « a sa façon propre de raconter ». En revanche, la notice de Rachilde, parue en 1899 dans le Mercure de France, se contente de reprendre le cliché de la charmante et élégante vieille fille anglaise traduite par « le bon écrivain qu'est Félix Fénéon ».

#### Emma
Une traduction relativement raccourcie d'Emma, signée Pierre de Puligua (probable pseudonyme de Henrietta de Quigini, comtesse de Puliga), paraît en feuilleton dans le Journal des Débats politiques et littéraires en 1910. Dans ce quotidien politique à moyen tirage qui vise un lectorat aisé et cultivé, le feuilleton littéraire est un argument de vente. Emma paraît en soixante-cinq livraisons, du 11 juin au 23 août. C'est un texte assez fade qui gomme l'humour de l'auteur comme la plupart des traductions de l'époque.
Elle paraîtra en volume en 1933 aux éditions Plon, dans une version vraisemblablement révisée en hâte par Élisabeth de Saint-Second, traductrice prolifique de romans sentimentaux, sous le nom de P. et É. de Saint Second, sans doute pour être éditée dans la foulée du succès des Cinq Filles de Mrs. Bennet.
Outre ces trois traductions, la fin du siècle connaît de rares analyses de l'œuvre. En 1882, Eugène Forgues, signalant dans la Revue britannique la publication par Bentley d'une nouvelle édition des romans de Jane Austen, compare son succès, à la fin des guerres napoléoniennes, à celui des romans champêtres de George Sand après 1848 et souligne son réalisme qu'il rapproche de celui de Flaubert dans Madame Bovary. L'année suivante, Augustin Filon affirme qu'elle ne fait « jamais appel au rire, encore moins à l'humour » mais « a beaucoup de jugement et de bon sens ».
La période qui précède immédiatement la Première Guerre mondiale voit en revanche paraître les premières études savantes sur Jane Austen. En 1914 Kate et Paul Rague publient leur Jane Austen chez Bloud et Gay. Comparant le sort de ses œuvres à la fortune des deux romans de Stendhal, Le Rouge et le Noir et La Chartreuse de Parme, et sa technique au travail des Impressionnistes, ils approfondissent les réflexions de Boucher et de Duret, et tentent de définir son ironie. La même année, Léonie Villard soutient à l'université de Lyon la première thèse consacrée en France à cet auteur : Jane Austen, sa vie et son œuvre,.

## Traductions duXXesiècle
Pratiquement toutes les traductions présentent, à des degrés divers, les mêmes défauts que les précédentes : élagage et approximations.

### Durant l'entre-deux-guerres
À part l'édition d'Emma par P. et É. de Saint Second, une seule traduction de Jane Austen paraît, toujours chez Plon : Les Cinq Filles de Mrs. Bennet publié en 1932, mais pas dans ses collections de littérature étrangère, « Feux croisés », et « Collection d'auteurs étrangers ». Le titre, qui n'est pas sans rappeler Les Quatre Filles du docteur March, en mettant l'accent sur le personnage de Mrs Bennet, fait oublier la référence à Jane Austen et inscrit cette version dans les ouvrages « à mettre entre toutes les mains », destinés par l'éditeur à attirer la clientèle féminine. Le texte de Valentine Leconte et Charlotte Pressoir est périodiquement réédité, d'abord par Christian Bourgois en 1979, puis en « 10/18 » à partir de 1982, et dans diverses éditions club, mais sous le titre Orgueil et Préjugés. Pourtant, dès 1934, il a été vivement critiqué dans la Revue des langues vivantes : bien que « des passages soignés se distinguent par leur élégance et leur vivacité », des mots ou des phrases sont supprimés et des paragraphes entiers ne sont pas traduits, des expressions sont affaiblies, exagérées ou traduites de façon approximative. À leur décharge, ces deux traductrices professionnelles sont spécialisées dans les romans pour la jeunesse, ce qui montre bien que, pour l'éditeur, Jane Austen est un auteur pour jeunes filles.
Durant cette période, trois grands écrivains se sont exprimés à propos de Jane Austen, mais ils la lisent en anglais. Valery Larbaud, dans son journal, en 1919, utilise même l'anglais pour évoquer sa lecture de Pride and Prejudice, dans lequel il voit « un élément de vérité dramatique : la question Parents versus enfants ». André Gide, le 13 novembre 1919, précise qu'il a lu Emma à haute voix ; le 24 janvier 1929, que Jane Austen atteint la perfection dans Pride and Prejudice qu'il vient de lire, « même si l'on sent assez vite (comme chez Marivaux) qu'elle ne se risquera pas sur des sommets exposés à des vents trop forts ». Il a aussi lu, avec ravissement, Mansfield Park en 1940 et Sense and Sensibility en juin 1944. Il aime, chez Jane Austen, la description des sentiments, la perspicacité psychologique, la satire, les dialogues. Julien Green, le 26 décembre 1936, après la lecture de Sense and Sensibility, signale l'« [i]mpression de sécurité profonde, voisine de cette paix qui passe l'entendement et dont il est question dans la Bible ».

### Après 1945

#### L'immédiate après-guerre: 1945-1948
La littérature anglophone ayant été censurée dans les pays occupés pendant la guerre, l'année 1945 voit exploser les traductions, en Belgique en particulier : paraissent ainsi Orgueil et Préjugés, Raison et Sensibilité et Emma, par Eugène Rocart ; Mansfield Park par Léonard Bercy ; Orgueil et Prévention par R. Shops et A.-V. Séverac. En 1946 paraît une autre traduction d'Emma, par Sébastien Dulac.
En France, paraissent aussi de nouvelles traductions : Persuasion par André Belamich en 1945, Orgueil et Préjugés par Jean Privat en 1946, Orgueil et Préjugés, version abrégée pour la jeunesse par Germaine Lalande et Marianne et Elinor par Jean Privat en 1948. L'Orgueil et le Préjugé par Jules Castier paraît en Suisse, puis chez Stock en 1947, et Le Cœur et la Raison, par le même traducteur paraît à Lausanne l'année suivante.
Eugène Rocard utilise un langage anachronique et trop peu soutenu ; le texte de Shops et Séverac est élagué et contient beaucoup d'erreurs et d'inexactitudes ; celui de Jean Privat n'est pas très précis mais particulièrement fluide ; celui de Sébastien Dulac est soigné et celui d'André Belamich est très correct.
La traduction de Pride and Prejudice de Castier, à la fois précise et idiomatique, est la première à être accompagnée d'une préface de niveau académique, signée par un spécialiste des études anglaises, Louis Cazamian.

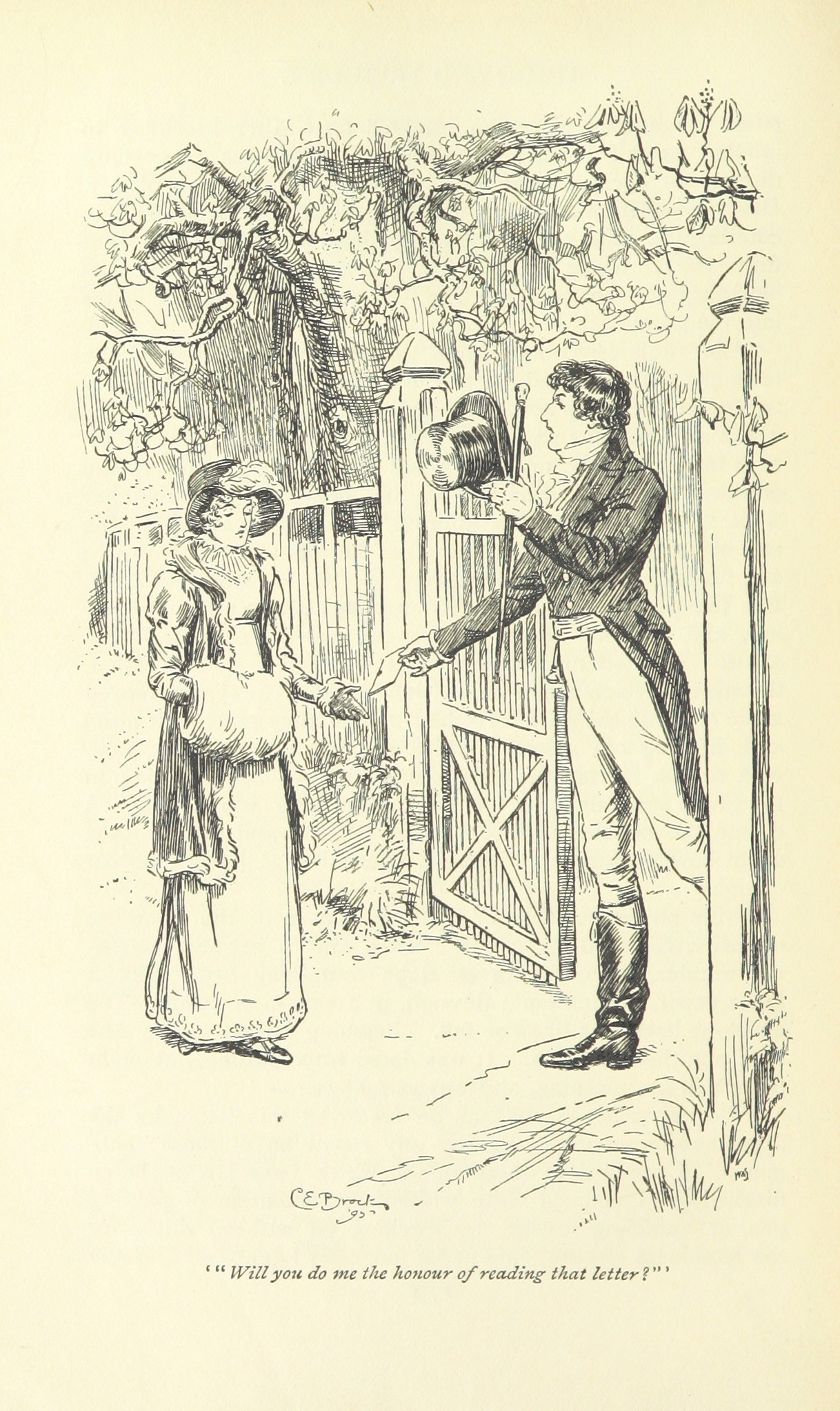
L'édition de 1969 du Reader's Digest reprend des illustrations de C. E. Brock. Ici, Darcy remet sa lettre explicative à Elizabeth.

En 1948 paraît, dans la collection « Les Heures Claires » de Fernand Hazan, la première édition illustrée, une édition pour la jeunesse avec 41 vignettes originales en noir et blanc de Marie-Louise Blondin. La traduction de Germaine Lalande est très abrégée et condensée en 49 chapitres. La disparition des passages de réflexion, l'ironie édulcorée et le style lissé en font un texte passe-partout, un simple résumé de l'histoire, déplore Lucile Trunel, qui rappelle cependant que cela correspond aux pratiques en vigueur à l'époque pour la littérature jeunesse.

#### Jusqu'à la fin des années 1970
Mais ensuite, pendant presque trente ans, il n'y aura plus que quelques adaptations grand public du seul Pride and Prejudice, qui est déjà le roman de Jane Austen le plus traduit, ce qui laisse à penser que sa notoriété est essentiellement liée au succès de son adaptation cinématographique,. D'ailleurs est paru en 1946, dans la collection « Roman-Ciné » des éditions Lajeunesse, un résumé du roman (accompagné de quelques dialogues), dans le style « roman-photo », avec de nombreuses illustrations extraites du film.
Une adaptation très condensée par Luce Clarence paraît ainsi chez Tallandier en 1954 dans la collection « Les Heures Bleues », aux côtés d'auteurs sentimentaux, comme Delly et Max du Veuzit, reprise en 1977 dans la collection « Nostalgie », qui édite des romans de George Sand, Pierre Loti ou Gyp. Seule la maison d'édition belge Marabout réédite la traduction d'Eugène Rocart en 1954 puis en 1962 dans sa collection « Marabout Géant ». En 1969, la Sélection jeunesse du Reader's Digest édite un « condensé du livre de Jane Austen traduit par Gilberte Sollacaro » (avec Premier de cordée et Les Aventures de Sherlock Holmes) qui comporte seize reproductions d'illustrations de 1895 de C. E. Brock.

### (Re)découverte de Jane Austen

#### Les éditions Bourgois
Ce n'est que dans le dernier quart du XXe siècle que Christian Bourgois, désireux de faire découvrir ou redécouvrir par les lecteurs français des auteurs étrangers « classiques », l'inscrit au catalogue de littérature étrangère de sa maison d'édition, au même titre que George Eliot ou Edith Wharton. Entre 1979 et 1982 il propose les six romans de Jane Austen, qui seront suivis en 1980 de la première parution en français de Lady Susan et des deux romans inachevés Les Watson et Sanditon traduits par Josette Salesse-Lavergne, et en 1984 de celle des Juvenilia.
Il commence par des rééditions des trois romans les plus connus : les deux traductions existant dans le fonds Plon (Orgueil et Préjugés dans la version Leconte et Pressoir de 1932 et Emma dans celle de P. et E. de Saint Second de 1933) ainsi que Raison et Sentiments, le texte de Jean Privat, paru initialement aux Éditions des loisirs en 1948 sous le titre Marianne et Elinor; à quoi il ajoute le Persuasion par André Bellamich, paru en 1945 chez Edmond Charlot.
Il ne demande initialement des traductions nouvelles que pour Northanger Abbey (par Josette Salesse-Lavergne, en 1980) et Mansfield Park (par Denise Getzler, en 1981). Ces nouvelles versions comportent peu d'erreurs grossières et moins de coupes qu'auparavant, mais l'ignorance des modes de vie et usages de l'époque georgienne par les traducteurs peut entrainer des difficultés de traduction.
En 1982 paraît aussi une nouvelle version d'Emma par Josette Salesse-Lavergne pour UGE, nettement plus précise et idiomatique que la précédente. C'est cette traduction que Christian Bourgois utilisera désormais lors des rééditions ultérieures.
En quelques années, tous les textes de Jane Austen sont ainsi mis à la portée d'un vaste public cultivé. Cependant, si ces traductions comportent bien toutes le nombre de chapitres des éditions originales, ceux-ci sont numérotés à la suite, faisant disparaître la signification liée au découpage initial en deux ou trois volumes.
Les textes d'accompagnement (préfaces ou postfaces, appendices), qui portent des signatures connues, Virginia Woolf, Jacques Roubaud (à qui est confiée la biographie de Jane Austen), Henri Plard, Ginevra Bompiani, et la qualité des nouveaux textes vont progressivement transformer la réception de Jane Austen en France. Mais ces premières éditions étant assez chères, il est probable que c'est seulement à partir des rééditions en format de poche dans la collection « 10/18 » qu'elles connaissent une réelle diffusion.
Jane Austen est maintenant insérée dans la grande lignée des « délicates » romancières britanniques, « à la prose silencieuse, énigmatique, prose du non-dit, de la réticence, et de la retenue », mais son image est formatée : une fille de pasteur à la vie toute simple, produisant dans l'ombre une œuvre de génie. En outre, la ligne éditoriale, malgré la diversité des histoires racontées, ne semble retenir qu'un seul thème, sans doute le plus susceptible de toucher le lectorat féminin, celui de la conquête de leur autonomie par les jeunes filles.

#### La collection «10/18»
À partir de 1982, les six romans de Jane Austen paraissent en « 10/18 » dans la série « Domaine étranger ». Les couvertures des premières éditions restituent bien l'époque de Jane Austen à travers des reproductions de gravures de mode des années 1810, de documents contemporains, voire de portraits de Jane elle-même (pour Emma et Mansfield Park), mais, manquant sans doute d'uniformisation commerciale, elles seront abandonnées lors des rééditions de la fin des années 1990.

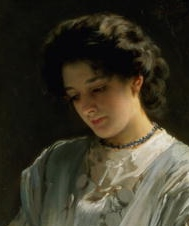
Ce visage, détail de Reading the Letter de John Singer Sargent, illustre Emma chez Archipoche.

Depuis 1995, et jusqu'à l'apparition de nouvelles illustrations de couverture en 2012, sont utilisés des recadrages d'œuvres de Dante Gabriel Rossetti, aux couleurs vives et franches, emblématiques de la vision de la femme, ange salvateur ou beauté dangereuse, chez les préraphaélites. Ce sont des visages en gros plan de jeunes femmes à la bouche sensuelle, certaines au regard direct dur et sombre, d'autres éthérées et pensives, qui n'ont pas grand chose à voir avec le ton des romans de Jane Austen ni avec le tempérament de ses héroïnes.
Bien que créé à l'origine en réaction à l'académisme victorien, le mouvement préraphaélite est devenu un courant emblématique de son époque.
Les tableaux de Rossetti, ou ceux d'Edmund Blair Leighton, véhiculent une image stéréotypée d'hyper-féminité, archétypale de la vision de la femme idéale dans la société victorienne, mais très anachronique s'agissant d'un écrivain dont, faut-il le rappeler, les six romans ont été écrits et publiés avant la naissance de la reine Victoria, alors que les éditions anglaises de référence (Penguin ou Oxford Classics) présentent des reproductions de tableaux de l'époque de l'auteur.
Mais le thème du « portrait de jeune fille », qu'il soit contemporain de l'auteur ou anachronique, semble en tout cas une constante pour illustrer les couvertures des éditions à large diffusion. Il est utilisé par les éditions Omnibus et sera repris au début du XXIe siècle aussi bien par Gallimard pour Folio classique que par l'Archipel pour Archipoche.

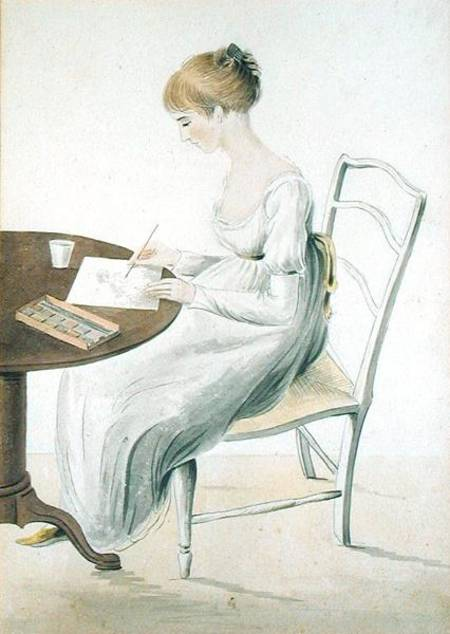
En 1982, cette aquarelle, représentant Fanny Knight, illustre le tome 1 d'Emma.
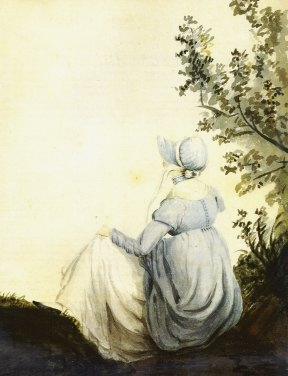
Ce célèbre portrait de Jane par Cassandra illustre le tome 2 d'Emma en 1982.
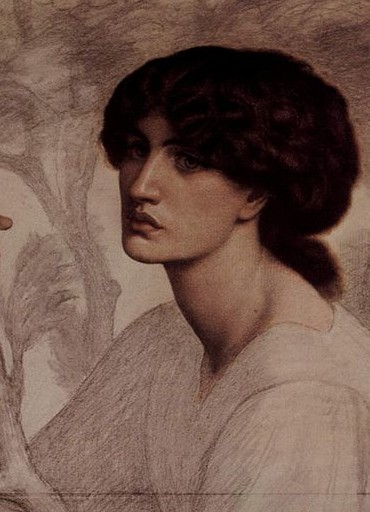
Un recadrage de The Daydream de Dante Gabriel Rossetti illustre Orgueil et Préjugés entre 1996 et 2012.
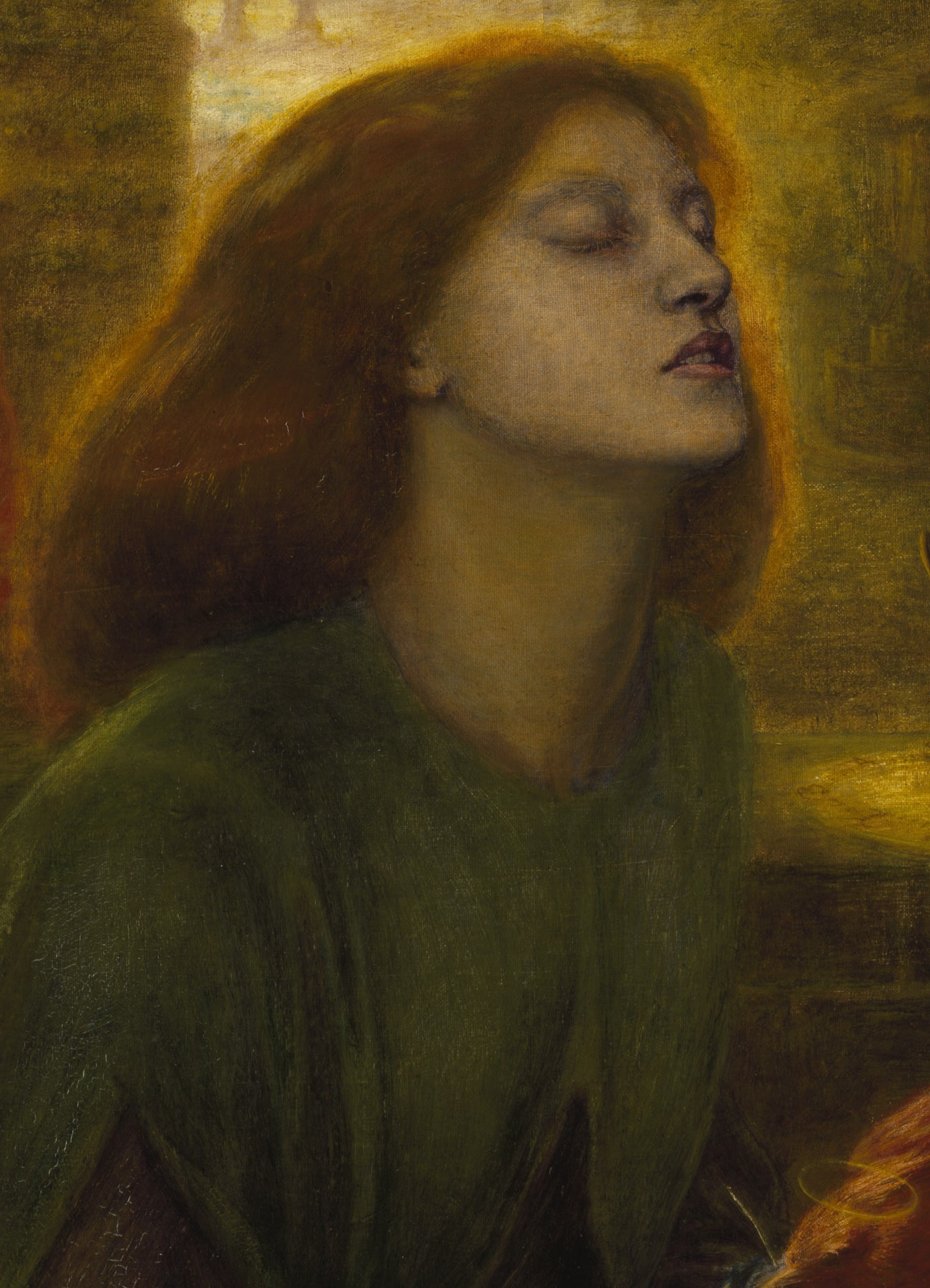
Pour la réédition d'Emma en un seul volume a été choisi un tableau de la série Beata Beatrix du même auteur.

#### L'impact des adaptations

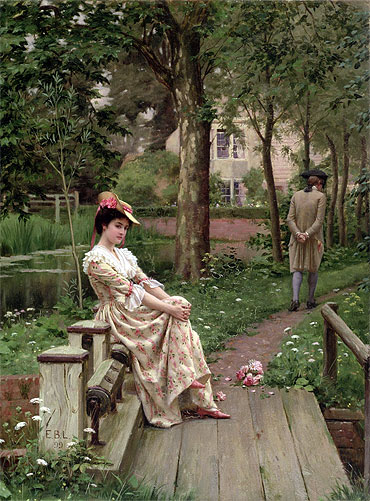
Off (1899) : Une reproduction de ce tableau d'Edmund Blair Leighton illustre le coffret de l'intégrale des romans de Jane Austen aux éditions Omnibus en 1996.

Les adaptations sorties sur les écrans à partir de 1995 ont, semble-t-il, joué un rôle majeur dans la découverte de Jane Austen par le grand public français, entraînant un regain d'intérêt pour l'auteur et son œuvre, tout en entretenant le malentendu, puisqu'elles présentent un romantisme absent des romans sources, mais qui correspond aux attentes du public, en particulier du public féminin.
Elles ont généré une vague de rééditions des romans à l'origine des films (Raison et Sentiments et Emma), ainsi que d'Orgueil et Préjugés, le seul qui n'a jamais cessé d'être édité dans de multiples collections, dans les clubs France-Loisirs en 1996 et Le Grand Livre du mois en 1999 ; la réédition à l'identique de la totalité des titres en 10/18 avec les nouvelles couvertures illustrées par des œuvres de Dante Gabriel Rossetti ; la parution en deux volumes aux Éditions Omnibus d'une édition « révisée » des ouvrages précédemment parus chez Bourgois.
Mais paraissent seulement deux traductions nouvelles :
- Une d'Emma par Pierre Nordon pour Classiques de poche en 1997, qui s'appuie sur le texte de Josette Salesse-Lavergne, visiblement provoquée par la sortie d'Emma, le film de Douglas McGrath[101], puisque illustrée par une photo de Gwyneth Paltrow[130], mais rééditée avec une jaquette illustrée par Christian Lacroix en 2010[131].
- Une d'Orgueil et Préjugés par Béatrice Vierne aux Éditions du Rocher en 2001, dont la couverture s'orne d'une photo de Colin Firth et Jennifer Ehle dans l'adaptation 1995 de la BBC[127]. Cette traduction élégante, à la langue modernisée, est considérée comme de grande qualité par Isabelle Bour[132]. Elle est rééditée en 2004 dans la collection de poche « Motif » des éditions du « Serpent à plumes » puis dans une nouvelle collection de poche des éditions du Rocher en 2005, anticipant certainement un regain des ventes lié au lancement du film avec Keira Knightley.

Parallèlement, surfant sur ce succès, les Éditions de l'Archipel commencent leur propre collection des romans de Jane Austen, à partir de rééditions de versions anciennes. D'abord la problématique adaptation d'Isabelle de Montolieu, sous le titre Raison et Sentiments, avec, en 1996, une première de couverture illustrée par les portraits des trois acteurs principaux du film d'Ang Lee (Emma Thompson, Hugh Grant, Kate Winslet), puis la traduction anonyme de 1816 d'Emma en 1997, dont la couverture est désormais illustrée d'un détail d'un tableau de 1884 de John Singer Sargent (1856-1916).

## Vers la reconnaissance?
« Une œuvre non traduite n'est qu'à demi publiée » a affirmé Ernest Renan, mais il n'existe pas de traduction définitive. Toute traduction vieillit forcément. Les premières traductions de Jane Austen ont surtout montré le désir de l'adapter à la sensibilité et aux goûts présumés de leurs destinataires. La prolifération des versions actuellement accessibles en éditions de poche brouille peut-être un peu plus la réception de Jane Austen et peut dérouter le lecteur : le Mansfield Park proposé par Archipoche (reprise de la version édulcorée datant de 1816 d'Henri Villemain) et celui édité par Gallimard (en 2013 dans La Pléiade, réédité en Folio classique en 2014) donnent-ils la même vision du roman de Jane Austen ? Le texte régulièrement réédité de Leconte et Pressoir (daté de 1932 et non intégral) rend-il plus ou moins justice à Pride and Prejudice que ceux nouvellement parus depuis 2000 ? N'y a-t-il pas une certaine désinvolture de la part des éditions de l'Archipel à proposer en 1996 à l'occasion de la sortie du film Raison et Sentiments la version « très loin du roman original » de Mme de Montolieu ? Et les illustrations de premières de couverture de ces éditions, qui, depuis les années 1990, tournent toutes autour du thème de la jeune fille rêveuse et féminine ne continuent-elles pas, elles aussi, à véhiculer l'image stéréotypée d'un auteur de « romans féminins », ouvrages de dame et pour dames, appartenant au genre sentimental ? Il est à noter cependant que le paratexte, quand il existe, tend désormais de plus en plus à valoriser la qualité de l'œuvre pour mieux la faire connaître du public francophone.

### Traductions et rééditions duXXIesiècle
Au début du XXIe siècle paraissent des traductions nouvelles, plus fidèles au texte original et à son découpage, à la fois dans des collections de poche « classiques » et dans la prestigieuse Bibliothèque de la Pléiade (2000 pour le premier volume, 2013 pour le second). Pride and Prejudice en bénéficie, à lui seul, de cinq entre 2000 et 2011 et Persuasion de deux (en 2011 et 2013).

#### Orgueil et Préjugéset autres romans
Outre celle de J.-P. Pichardie parue en Pléiade en 2000, sous le titre Orgueil et Préjugé, quatre traductions originales sortent en diverses éditions : celle de Béatrice Vierne en 2001 aux Éditions du Rocher, celle de Pierre Goubert en 2007 en Folio classique, celle de Laurent Bury fin 2009 chez Garnier-Flammarion et celle de Sophie Chiari en 2011 en Livre de poche classique. Ces ouvrages, à l'image des éditions anglaises correspondantes, sont accompagnés en général d'un paratexte conséquent : préface, notes, notice, signées par des universitaires.
Une traduction « condensée » de Michel Laporte, qui paraît dans la collection du Livre de poche jeunesse en 2011, bénéficie d'une fiche pédagogique à l'intention des classes de troisième et seconde.
Une traduction encore plus récente de Pomme Decroix, mais sans paratexte ou fiche pédagogique, est publiée en 2021 par les éditions Samarkand, et les autres romans de Jane Austen suivent : Raison et Sentiments puis Emma en 2022, Persuasion en 2023. Des éditions en grands caractères suivent.
En octobre 2023, les éditions Baribal, à la suite d'une campagne de financement participatif, publient une nouvelle traduction d'Emma due à Clémentine Beauvais et promettant « un texte enfin débarrassé des écueils qui ont écaillé la lecture de l’œuvre… »

#### Aux Éditions Gallimard
En octobre 2000 La Pléiade présente le premier tome des Œuvres romanesques complètes de Jane Austen. Privilégiant la chronologie de l'écriture et non celle des premières éditions, il contient les trois « romans de jeunesse », ceux qui ont été commencés entre 1795 et 1798, titrés respectivement, L'Abbaye de Northanger, Le Cœur et la Raison et Orgueil et Préjugé.
En 2009, sort en « Folio classique » Le Cœur et la Raison, réédition (avec une nouvelle préface, par Christine Jordis) de la traduction parue en Pléiade en 2000, considérée comme « l'une des meilleures traductions françaises d'un roman de Jane Austen à ce jour » par Isabelle Bour. En 2011, paraît, toujours en « Folio classique », une nouvelle traduction de Persuasion par Pierre Goubert, avec préface, notes, notice et annexe.
En 2013 est édité le second tome des Œuvres romanesques complètes de Jane Austen en Pléiade, avec des traductions originales des romans écrits entre 1811 et 1816 : Le Parc de Mansfield (dont c'est seulement la quatrième traduction intégrale, et la première depuis 1980), Emma (qui bénéficie ainsi d'une huitième traduction depuis 1816) et Persuasion (dont c'est la cinquième traduction, en comptant celle d'Isabelle de Montolieu).
La traduction de Mansfield Park parue dans la Bibliothèque de la Pléiade est rééditée en « Folio classique » en 2014 en conservant son titre anglais. Une nouvelle traduction d'Emma, par Pierre Goubert, avec une préface de Dominique Barbéris, paraît en novembre 2015 dans cette collection. Paraissent ainsi progressivement en « Folio », accompagnées d'une nouvelle préface et d'un paratexte conséquent, l'ensemble des traductions récentes du fonds Gallimard.

#### Rééditions de versions anciennes
En parallèle, les éditions bon marché continuent à éditer leurs anciennes versions. Rhabillées avec des couvertures originales, comme chez « 10/18 » en 2012, elles sortent aussi dans des collections pour bibliophiles, comme la « Bibliothèque du collectionneur » des éditions de l'Archipel depuis 2011, dont l'élégante couverture blanche présente dans un macaron une illustration en couleurs reprise d'illustrations anciennes.
À l'image de l'intégrale des romans de Jane Austen parue en 1996 aux éditions Omnibus, les éditions de l'Archipel éditent aussi en 2014 une « intégrale illustrée » en un volume avec les illustrations que Hugh Thomson (1860-1920) a faites pour George Allen en 1894 et Macmillan entre 1896 et 1898. Si les têtes des sept personnages sur fond noir qui décorent la première de couverture évoquent bien la Régence anglaise, les textes sont toujours ceux, de qualités très inégales, déjà parus dans leur collection de poche : Raison et Sentiments, version de Mme de Montolieu de 1815 (éditée depuis 1996), Emma, reprise par Hélène Seyrès de l'édition anonyme de 1816 (éditée depuis 1997), Mansfield Park, traduction d'Henri Villemain de 1816 (éditée en 2007), Orgueil et Préjugés, traduction de Jean Privat de 1946 (éditée en 2010), Persuasion, traduction de Mme Letorsay de 1882 (éditée en 2011), Northanger Abbey, réédition du Catherine Morland de Félix Fénéon paru en 1898 (éditée en 2011).

### Jane Austen dans La Pléiade: une consécration ambiguë
Il y a une coupure entre le grand public qui a découvert l'œuvre de Jane Austen par le biais du cinéma, de la télévision et de traductions plus ou moins fidèles (voire adaptations plus que traductions pour certaines), et ceux qui ont la possibilité de la lire en anglais, comme André Gide qui a noté dans son journal, en 1919, qu'il a pris plaisir à lire Emma à haute voix, ou, en avril 1940 qu'il a lu « Mansfield Park avec un ravissement presque constant », sans compter nombre de spécialistes de littérature anglaise qui connaissent en général fort bien l'auteur ainsi que les très nombreuses études critiques anglophones qui la concernent. La sortie en janvier 2006 en France du film Pride & Prejudice a d'ailleurs occasionné l'inscription du plus célèbre roman de Jane Austen (et de son interprétation cinématographique par Joe Wright) à l'agrégation externe d'anglais en 2007.

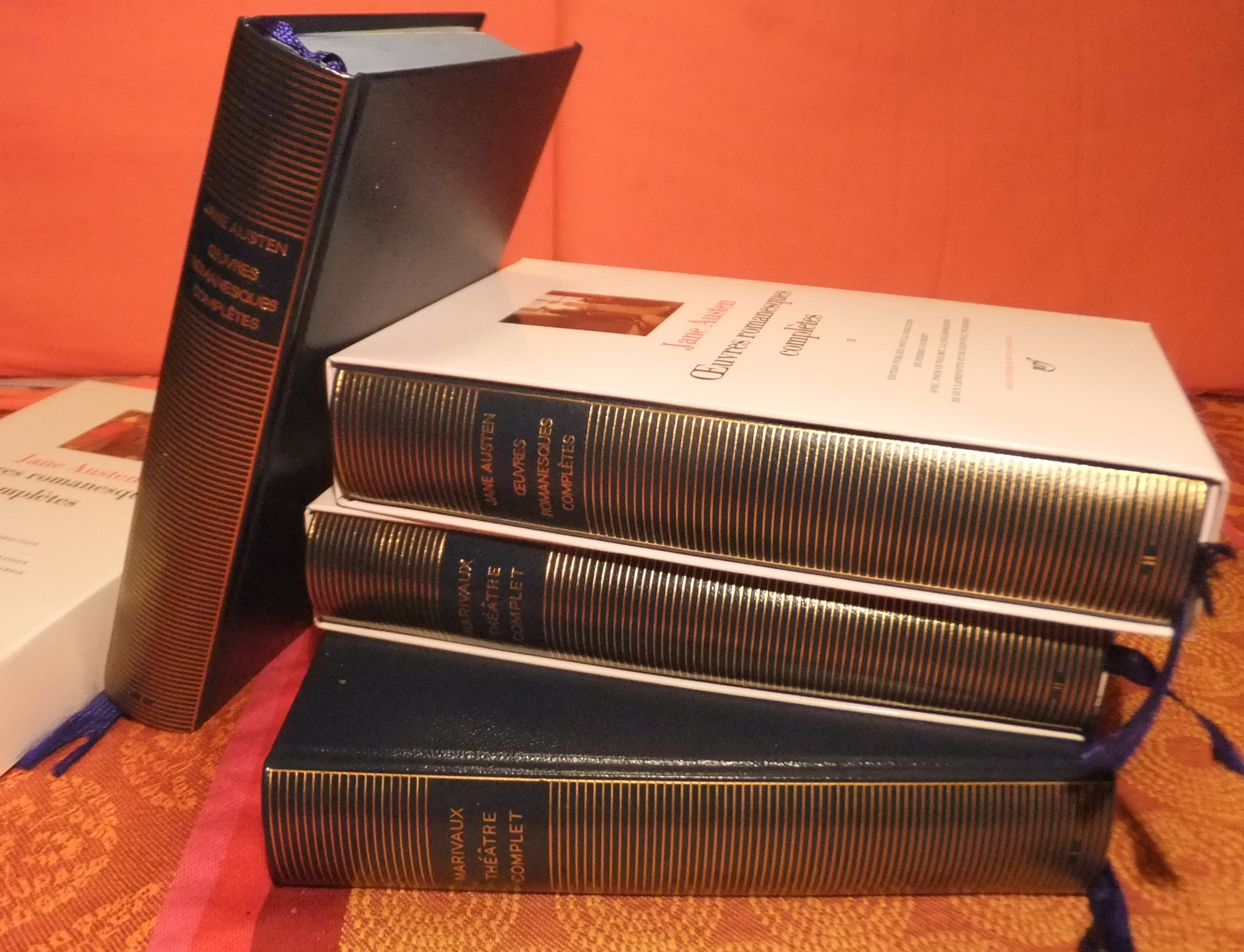
La Pléiade a choisi de placer Jane Austen, qui vécut à la jointure de deux siècles, parmi les auteurs du XVIIIe siècle (reliure, tranche supérieure et cordons marque-pages bleus).

Le public ignore en général combien la prose « fine et légère » de Jane Austen est difficile à traduire fidèlement, car cela « demande du temps, de la patience et de la subtilité », et n'a accès qu'à « fort peu de traductions qui rendent justice au soin, à la méticulosité, à la précision des connotations, à l'ironie avec laquelle elle écrit », affirme Isabelle Bour, confirmant une réflexion de Julien Green en 1956, qui notait dans son journal, à l'occasion de sa lecture d'Emma, qu'« on peut dire qu'elle est presque inconnue en France, parce que les traductions ne peuvent qu'épaissir et alourdir cette prose si légère et si fine ».
L'édition des six romans de Jane Austen dans la Bibliothèque de la Pléiade, collection de référence en matière de prestige, de qualité rédactionnelle, et de reconnaissance littéraire des auteurs, est donc une forme de consécration et devrait permettre « de mieux faire connaître en France l'importance de cette novatrice », « fondatrice du grand romanesque anglais et du roman européen moderne ». Toutefois, remarque Philippe Paquet dans La Libre Belgique, « qu’il ait fallu treize ans pour voir enfin le second volume sortir des limbes, laisse planer comme un doute ». Il n'y a que quatre romancières britanniques qui ont droit à leurs volumes propres, et ce sont toutes des publications postérieures à l'an 2000 : Les Brontë (2002 pour Wuthering Heights et 2008 pour Jane Eyre), Jane Austen (2000 et 2013), Virginia Woolf (2012) et plus récemment George Eliot, depuis septembre 2020.
Jane Austen, quoique publiée à partir de 1811, relève à bien des égards du siècle précédent. Aussi, considérée comme héritière du XVIIIe siècle, a-t-elle été rangée parmi les auteurs de cette époque. D'ailleurs, les trois romans placés dans le premier volume, L'Abbaye de Northanger, Le Cœur et la Raison et Orgueil et Préjugé, ont tous une première version ébauchée entre 1795 et 1798. Les traductions sont en général jugées « exactes, élégantes et plaisantes » mais un peu trop « universitaires », avec un certain maniérisme dans la langue utilisée, qui, sans aller jusqu'au pastiche, évoque celle du XVIIIe siècle. Les œuvres sont exclusivement étudiées selon les normes masculines du langage, la critique universitaire française étant rétive à la notion de gender ; il manque une analyse fine de sa langue, son style et son ironie. La parution du second volume en octobre 2013 a été saluée par la critique, qui souligne la qualité des nouvelles traductions,. À la différence de nombreuses éditions précédentes, la Pléiade respecte le découpage original, voulu par l'auteur, des chapitres et volumes. En revanche elle maintient sa volonté éditoriale de traduction systématique pour les titres et les noms de domaines : on a ainsi le « château de Netherfield », le « Parc de Mansfield » et l'« Abbaye de Northanger » et Mr, Mrs, Miss sont remplacés, selon le cas, par monsieur, madame, mademoiselle, ou leurs abréviations, M., Mme et Mlle.
Bien que la popularité de Jane Austen en France soit liée pour beaucoup aux séries britanniques ou aux films inspirés par ses romans, régulièrement rediffusés ou accessibles en DVD, il se confirme cependant qu'elle est de plus en plus considérée comme un écrivain majeur, du moins parmi les « initiés ». Les traductions les plus récentes s'attachent à mieux rendre son ironie, l'acuité de son style, la finesse de ses observations, s'appuyant sur une meilleure connaissance du contexte historique, sur les tendances de la critique littéraire moderne (approche socio-historique, critique thématique, structuralisme), ainsi que sur l'intérêt très français porté à l'étude stylistique, la narratologie, la focalisation. Et, si quatre thèses de doctorat seulement furent consacrées à Jane Austen en France au XXe siècle, et aucune soutenue entre 1915 et 1975, leur nombre et la variété de leurs sujets s'accélèrent fortement depuis le début du XXIe siècle.